# Campeonato Mundial de Piragüismo de Estilo Libre de 2013
El IV Campeonato Mundial de Piragüismo de Estilo Libre se celebró en el Río Nantahala (Estados Unidos) entre el 2 y el 8 de septiembre de 2013 bajo la organización de la Federación Internacional de Piragüismo (ICF).

## Resultados

### Masculino
| Evento | Oro                                | Plata                     | Bronce                      |
| ------ | ---------------------------------- | ------------------------- | --------------------------- |
| C1     | Jordan Poffenberger Estados Unidos | Tad Dennis Estados Unidos | Dane Jackson Estados Unidos |
| K1     | Dane Jackson Estados Unidos        | Peter Csonka · Eslovaquia | Tomasz Czaplicki · Polonia  |

### Femenino
| Evento | Oro                       | Plata               | Bronce                           |
| ------ | ------------------------- | ------------------- | -------------------------------- |
| K1     | Claire O'Hara Reino Unido | Hitomi Takatu Japón | Adriene Levknecht Estados Unidos |

## Medallero
| Núm. | País           | Oro | Plata | Bronce | Total |
| ---- | -------------- | --- | ----- | ------ | ----- |
| 1    | Estados Unidos | 2   | 1     | 2      | 5     |
| 2    | Reino Unido    | 1   | 0     | 0      | 1     |
| 3    | Eslovaquia     | 0   | 1     | 0      | 1     |
| 3    | Japón          | 0   | 1     | 0      | 1     |
| 5    | Polonia        | 0   | 0     | 1      | 1     |
|      | TOTAL          | 3   | 3     | 3      | 9     |